# Moja matka woli kobiety
Moja matka woli kobiety (hiszp. A mi madre le gustan las mujeres) – hiszpańska komedia obyczajowa z 2002 roku w reżyserii Inés París i Danieli Fejerman. Film wszedł na ekrany hiszpańskich kin 11 stycznia 2002 roku. W Polsce dystrybuowany był od 21 maja 2004 roku.

## Opis fabuły
Współczesny Madryt. Uznana pianistka Sofia oświadcza swoim trzem córkom, że zakochała się w Czeszce Elisce, która do Hiszpanii przyjechała na studia. Partnerkę przedstawia im podczas obchodów swoich urodzin. Dziewczyny − kobiety nowoczesne − początkowo podchodzą z pewnym dystansem do zaistniałej sytuacji, z czasem jednak dochodzą do wniosku, że kochanka chce wykorzystać ich matkę. Wymyślają intrygę, która pomoże im zakończyć ten niewygodny dla nich związek.

## Obsada
- Leonor Watling jako Elvira
- Rosa María Sardà jako Sofía
- María Pujalte jako Jimena
- Silvia Abascal jako Sol
- Eliska Sirová jako Eliska
- Chisco Amado jako Miguel
- Álex Angulo jako Bernardo, szef Elviry
- Aitor Mazo jako Ernesto, terapeuta Elviry
- Xabier Elorriaga jako Carlos
- Sergio Otegui jako Javier

## Nagrody i wyróżnienia
- 2002:
  - nominacja do nagrody Butaca podczas Butaca Awards w kategorii najlepsza katalońska aktorka filmowa (Rosa Maria Sardà)
  - Nagroda Audiencji podczas Miami Latin Film Festival (Daniela Féjerman, Inés París)
  - nagroda Golden Egret podczas Miami Latin Film Festival w kategorii najlepsza aktorka (Leonor Watling)
  - nominacja do nagrody Golden Egret podczas Miami Latin Film Festival w kategorii najlepszy film (Daniela Féjerman, Inés París)
  - nagroda dla najlepszego filmu fabularnego podczas Torino International Gay & Lesbian Film Festival (Daniela Féjerman, Inés París)
  - nagroda Turia podczas Turia Awards w kategorii najlepszy młody filmowiec (Daniela Féjerman, Inés París)
  - nagroda Rosebud podczas Verzaubert − International Gay & Lesbian Film Festival w kategorii najlepszy film (Daniela Féjerman, Inés París)
- 2003:
  - nagroda Golden India Catalina podczas Cartagena Film Festival w kategorii najlepsza aktorka (Leonor Watling)
  - nominacja do nagrody Golden India Catalina podczas Cartagena Film Festival w kategorii najlepszy film (Daniela Féjerman, Inés París)
  - nominacja do nagrody CEC podczas Cinema Writers Circle Awards, Spain w kategorii najlepsza aktorka (Leonor Watling)
  - Nagroda Audiencji podczas Dublin Gay & Lesbian Film Festival w kategorii najlepszy film fabularny (Daniela Féjerman, Inés París)
  - nagroda dla najlepszej aktorki filmowej podczas Fotogramas de Plata (Leonor Watling)
  - nominacja do nagrody Goya podczas Goya Awards w kategorii najlepsza aktorka (Leonor Watling)
  - nominacja do nagrody Goya podczas Goya Awards w kategorii najlepszy młody reżyser (Daniela Féjerman, Inés París)
  - nominacja do nagrody Goya podczas Goya Awards w kategorii najlepsza muzyka (Juan Antonio Bardem)
  - nominacja do nagrody dla najlepszej odtwórczyni głównej roli żeńskiej w filmie podczas Spanish Actors Union (Leonor Watling)
- 2004:
  - Nagroda Audiencji podczas Rehoboth Beach Independent Film Festival w kategorii najlepszy debiutancki film fabularny (Daniela Féjerman, Inés París)
- 2005:
  - nagroda Glitter podczas Glitter Awards w kategorii najlepszy film o lesbijskiej fabule[1]